# Karula Pikkjärv
Karula Pikkjärv är en sjö i Estland.   Den ligger i landskapet Valgamaa, i den södra delen av landet, 210 km söder om huvudstaden Tallinn. Karula Pikkjärv ligger 70 meter över havet. I omgivningarna runt Karula Pikkjärv växer i huvudsak blandskog.